# Peter Ribbing
Peter Ribbing död 1379 i Florens, var svenskt riksråd och väpnare och ägare till Vapnö. 
Han var son till Sigvid Ribbing och Märta Ulfsdotter (Ulvåsaätten). Han gifte sig,  före 1360, med Christina Ulfsdotter (Sparre), dotter till riksrådet och riddaren Ulf Åbjörnsson (Sparre) till Tofta och Margaretha Sunesdotter (Bååt). Christina avled barnlös.
Året 1371 var Peter Ribbing, som anhägare till Albrekt av Mecklenburg med och beseglade förlikningen kung Albrekt och dennes motståndare, kungarna Magnus Eriksson och Olof Magnusson.
Peter Ribbing ärvde godset Vapnö av sin brorson, Arvid Ribbing, som drunknade barnlös. Under sin pilgrimsresa till det Heliga landet testamenterade han i Rom den 13 april 1379 sina egendomar Vapnö och Torstorp och allt vad han ägde i Halland till Vadstena kloster, som grundats av hans mormor, Heliga Birgitta. Peter Ribbing avled i Florens 1379.